# ديفيد بات
ديفيد بات (بالإنجليزية: David Pate) مواليد 16 أبريل 1962 في لوس أنجلوس، هو لاعب كرة مضرب أمريكي سابق بدأ مسيرته كمحترف سنة 1983 وكان يلعب باليد اليمنى، اعتزل اللعب في 1996. كما أنه أحد أبطال الجراند سلام. أعلى تصنيف له في الفردي كان المركز الـ 18 في سنة 1987.

## بطولات حققها
- بطولة أستراليا المفتوحة للتنس

## الخط الزمني للزوجي
مفتاح
| ف | ن | ن.ن | ر.ن | د# | د.م | ل | أ.أ | ت | غ | ب | ف | ذ | م.خ | ل.ت |

(ف) فاز بالبطولة (ن) وصل النهائي (ن.ن) نصف النهائي (ر.ن) ربع النهائي (د#) الأدوار الأربعة الأولى (د.م) دور المجموعات (ل) شارك في كأس ديفيز (أ.أ) خرج من الأدوار الاولى (ت) خسر التصفيات التأهيلية (غ) غاب عن الحدث أو البطولة (ب) حصل على ميدالية برونزية (ف) حصل على ميدالية فضية (ذ) حصل على ميدالية ذهبية (م.خ) بطولة الماسترز خُفضت إلى مرتبة أقل (ل.ت) البطولة لم تعقد في السنة المعينة.
لتجنب الارتباك وازدواجية الحساب، يتم تحديث هذه المعلومات إما في نهاية البطولة، أو عندما تكون مشاركة اللاعب في البطولة قد انتهت.
| الدورة                        | 1981                                  | 1982                                  | 1983                                  | 1984                                  | 1985                                  | 1986                                  | 1987                                  | 1988                                  | 1989                                  | 1990  | 1991  | 1992  | 1993  | 1994  | 1995  | 1996  | 1997  | 1998  | إجمالي ف / م |
| ----------------------------- | ------------------------------------- | ------------------------------------- | ------------------------------------- | ------------------------------------- | ------------------------------------- | ------------------------------------- | ------------------------------------- | ------------------------------------- | ------------------------------------- | ----- | ----- | ----- | ----- | ----- | ----- | ----- | ----- | ----- | ------------ |
| الجراند سلام                  |                                       |                                       |                                       |                                       |                                       |                                       |                                       |                                       |                                       |       |       |       |       |       |       |       |       |       |              |
| بطولة أستراليا المفتوحة للتنس | غ                                     | د2                                    | د3                                    | غ                                     | د2                                    | ل.ت                                   | غ                                     | غ                                     | غ                                     | غ     | ف     | ن.ن   | د2    | د1    | د2    | د1    | غ     | غ     | 1 / 9        |
| دورة رولان غاروس الدولية      | غ                                     | غ                                     | غ                                     | د1                                    | غ                                     | غ                                     | غ                                     | غ                                     | د1                                    | د1    | د1    | د1    | د3    | ر.ن   | د2    | غ     | غ     | غ     | 0 / 8        |
| بطولة ويمبلدون                | غ                                     | غ                                     | غ                                     | غ                                     | د1                                    | د1                                    | د3                                    | غ                                     | د3                                    | د2    | د3    | ر.ن   | د2    | د2    | د2    | غ     | غ     | غ     | 0 / 10       |
| بطولة أمريكا المفتوحة للتنس   | د1                                    | غ                                     | د2                                    | د1                                    | د3                                    | د2                                    | ر.ن                                   | ر.ن                                   | د3                                    | د1    | F     | د3    | د1    | د2    | د1    | غ     | غ     | غ     | 0 / 14       |
| معدل الجراند سلام             | 0 / 1                                 | 0 / 1                                 | 0 / 2                                 | 0 / 2                                 | 0 / 3                                 | 0 / 2                                 | 0 / 2                                 | 0 / 1                                 | 0 / 3                                 | 0 / 3 | 1 / 4 | 0 / 4 | 0 / 4 | 0 / 4 | 0 / 4 | 0 / 1 | 0 / 0 | 0 / 0 | 1 / 41       |
| سلسلة الماسترز                |                                       |                                       |                                       |                                       |                                       |                                       |                                       |                                       |                                       |       |       |       |       |       |       |       |       |       |              |
| إنديان ويلز للماسترز          | لم تكن جزء من سلسلة الماسترز قبل 1990 | لم تكن جزء من سلسلة الماسترز قبل 1990 | لم تكن جزء من سلسلة الماسترز قبل 1990 | لم تكن جزء من سلسلة الماسترز قبل 1990 | لم تكن جزء من سلسلة الماسترز قبل 1990 | لم تكن جزء من سلسلة الماسترز قبل 1990 | لم تكن جزء من سلسلة الماسترز قبل 1990 | لم تكن جزء من سلسلة الماسترز قبل 1990 | لم تكن جزء من سلسلة الماسترز قبل 1990 | ر.ن   | ر.ن   | د2    | د2    | د1    | غ     | غ     | غ     | غ     | 0 / 5        |
| ميامي للماسترز                | لم تكن جزء من سلسلة الماسترز قبل 1990 | لم تكن جزء من سلسلة الماسترز قبل 1990 | لم تكن جزء من سلسلة الماسترز قبل 1990 | لم تكن جزء من سلسلة الماسترز قبل 1990 | لم تكن جزء من سلسلة الماسترز قبل 1990 | لم تكن جزء من سلسلة الماسترز قبل 1990 | لم تكن جزء من سلسلة الماسترز قبل 1990 | لم تكن جزء من سلسلة الماسترز قبل 1990 | لم تكن جزء من سلسلة الماسترز قبل 1990 | د3    | ر.ن   | د2    | د1    | د1    | د2    | د1    | غ     | غ     | 0 / 7        |
| مونتي كارلو للماسترز          | لم تكن جزء من سلسلة الماسترز قبل 1990 | لم تكن جزء من سلسلة الماسترز قبل 1990 | لم تكن جزء من سلسلة الماسترز قبل 1990 | لم تكن جزء من سلسلة الماسترز قبل 1990 | لم تكن جزء من سلسلة الماسترز قبل 1990 | لم تكن جزء من سلسلة الماسترز قبل 1990 | لم تكن جزء من سلسلة الماسترز قبل 1990 | لم تكن جزء من سلسلة الماسترز قبل 1990 | لم تكن جزء من سلسلة الماسترز قبل 1990 | غ     | غ     | غ     | غ     | غ     | غ     | غ     | غ     | غ     | 0 / 0        |
| روما للماسترز                 | لم تكن جزء من سلسلة الماسترز قبل 1990 | لم تكن جزء من سلسلة الماسترز قبل 1990 | لم تكن جزء من سلسلة الماسترز قبل 1990 | لم تكن جزء من سلسلة الماسترز قبل 1990 | لم تكن جزء من سلسلة الماسترز قبل 1990 | لم تكن جزء من سلسلة الماسترز قبل 1990 | لم تكن جزء من سلسلة الماسترز قبل 1990 | لم تكن جزء من سلسلة الماسترز قبل 1990 | لم تكن جزء من سلسلة الماسترز قبل 1990 | غ     | غ     | غ     | غ     | غ     | غ     | غ     | غ     | غ     | 0 / 0        |
| هامبورغ للماسترز              | لم تكن جزء من سلسلة الماسترز قبل 1990 | لم تكن جزء من سلسلة الماسترز قبل 1990 | لم تكن جزء من سلسلة الماسترز قبل 1990 | لم تكن جزء من سلسلة الماسترز قبل 1990 | لم تكن جزء من سلسلة الماسترز قبل 1990 | لم تكن جزء من سلسلة الماسترز قبل 1990 | لم تكن جزء من سلسلة الماسترز قبل 1990 | لم تكن جزء من سلسلة الماسترز قبل 1990 | لم تكن جزء من سلسلة الماسترز قبل 1990 | غ     | غ     | د2    | غ     | غ     | غ     | غ     | غ     | غ     | 0 / 1        |
| بطولة كندا للأساتذة           | لم تكن جزء من سلسلة الماسترز قبل 1990 | لم تكن جزء من سلسلة الماسترز قبل 1990 | لم تكن جزء من سلسلة الماسترز قبل 1990 | لم تكن جزء من سلسلة الماسترز قبل 1990 | لم تكن جزء من سلسلة الماسترز قبل 1990 | لم تكن جزء من سلسلة الماسترز قبل 1990 | لم تكن جزء من سلسلة الماسترز قبل 1990 | لم تكن جزء من سلسلة الماسترز قبل 1990 | لم تكن جزء من سلسلة الماسترز قبل 1990 | ر.ن   | ر.ن   | غ     | F     | د1    | د1    | غ     | غ     | غ     | 0 / 5        |
| سنسيناتي للماسترز             | لم تكن جزء من سلسلة الماسترز قبل 1990 | لم تكن جزء من سلسلة الماسترز قبل 1990 | لم تكن جزء من سلسلة الماسترز قبل 1990 | لم تكن جزء من سلسلة الماسترز قبل 1990 | لم تكن جزء من سلسلة الماسترز قبل 1990 | لم تكن جزء من سلسلة الماسترز قبل 1990 | لم تكن جزء من سلسلة الماسترز قبل 1990 | لم تكن جزء من سلسلة الماسترز قبل 1990 | لم تكن جزء من سلسلة الماسترز قبل 1990 | د1    | ن.ن   | ر.ن   | ر.ن   | غ     | غ     | غ     | غ     | غ     | 0 / 4        |
| مدريد للماسترز                | لم تكن جزء من سلسلة الماسترز قبل 1990 | لم تكن جزء من سلسلة الماسترز قبل 1990 | لم تكن جزء من سلسلة الماسترز قبل 1990 | لم تكن جزء من سلسلة الماسترز قبل 1990 | لم تكن جزء من سلسلة الماسترز قبل 1990 | لم تكن جزء من سلسلة الماسترز قبل 1990 | لم تكن جزء من سلسلة الماسترز قبل 1990 | لم تكن جزء من سلسلة الماسترز قبل 1990 | لم تكن جزء من سلسلة الماسترز قبل 1990 | ن.ن   | د2    | د1    | د1    | غ     | غ     | غ     | غ     | غ     | 0 / 4        |
| باريس للماسترز                | لم تكن جزء من سلسلة الماسترز قبل 1990 | لم تكن جزء من سلسلة الماسترز قبل 1990 | لم تكن جزء من سلسلة الماسترز قبل 1990 | لم تكن جزء من سلسلة الماسترز قبل 1990 | لم تكن جزء من سلسلة الماسترز قبل 1990 | لم تكن جزء من سلسلة الماسترز قبل 1990 | لم تكن جزء من سلسلة الماسترز قبل 1990 | لم تكن جزء من سلسلة الماسترز قبل 1990 | لم تكن جزء من سلسلة الماسترز قبل 1990 | ف     | د2    | غ     | د1    | غ     | غ     | غ     | غ     | غ     | 1 / 3        |
| معدل الماسترز                 | بلا                                   | بلا                                   | بلا                                   | بلا                                   | بلا                                   | بلا                                   | بلا                                   | بلا                                   | بلا                                   | 1 / 6 | 0 / 6 | 0 / 5 | 0 / 6 | 0 / 3 | 0 / 2 | 0 / 1 | 0 / 0 | 0 / 0 | 1 / 29       |
| تصنيف نهاية العام             | بلا                                   | 240                                   | 178                                   | 86                                    | 21                                    | 34                                    | 15                                    | 12                                    | 20                                    | 6     | 3     | 81    | 48    | 93    | 132   | 214   | 1289  | 721   | بلا          |

## روابط خارجية
- ديفيد بات على موقع رابطة محترفي التنس (الإنجليزية)
- ديفيد بات على موقع الاتحاد الدولي لكرة المضرب (الإنجليزية)
- ديفيد بات على موقع كأس ديفيز (الإنجليزية)
- ديفيد بات على موقع خلاصة التنس.كوم (الإنجليزية)